# Рене Альпстег
Рене Альпстег (фр. René Alpsteg, 3 грудня 1920, Боннвіль — 24 грудня 2001, Ветра-Монту) — французький футболіст, що грав на позиції нападника. Відомий за виступами за клуб «Сент-Етьєн», а також національну збірну Франції.

## Клубна кар'єра
У професійному футболі Рене Альпстег дебютував 1945 року виступами за команду «Сент-Етьєн», в якій грав до 1953 року, та був основним гравцем атакувальної ланки команди, відзначившись 91 забитим м'ячем у 230 матчах чемпіонату. Завершив ігрову кар'єру у команді «Безансон», за яку виступав протягом 1953—1955 років, протягом цих 2 років відзначився ще 20 забитими м'ячами в 65 проведених матчах.

## Виступи за збірну
1947 року дебютував в офіційних матчах у складі національної збірної Франції. Загалом протягом кар'єри в національній команді, яка тривала до 1952 року, провів у її формі 12 матчів, забивши 4 голи.
Помер Рене Альпстег 24 грудня 2001 року на 82-му році життя у місті Ветра-Монту.